# Scatella callosicosta
Scatella callosicosta är en tvåvingeart som beskrevs av Mario Bezzi 1895. Scatella callosicosta ingår i släktet Scatella och familjen vattenflugor. Inga underarter finns listade i Catalogue of Life.